# Takeru Kiyonaga
Takeru Kiyonaga (født 24. oktober 1994) er en japansk fodboldspiller, som spiller for den japanske fodboldklub Renofa Yamaguchi FC.